# Camarographium stephensii
Camarographium stephensii är en svampart som först beskrevs av Berk. & Broome, och fick sitt nu gällande namn av Bubák 1916. Camarographium stephensii ingår i släktet Camarographium, divisionen sporsäcksvampar och riket svampar.   Inga underarter finns listade i Catalogue of Life.